# Ebraizzazione dei cognomi

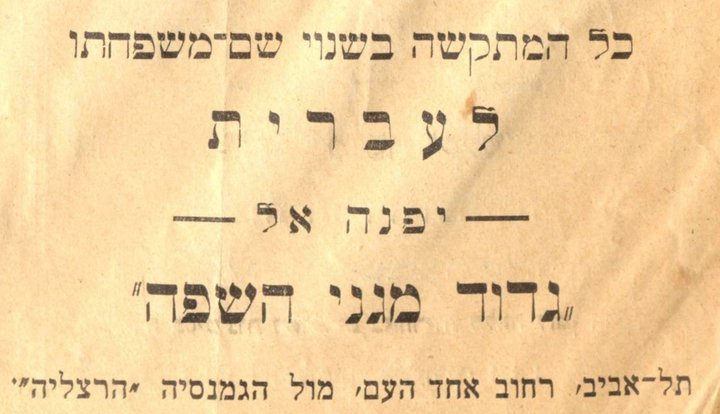
Manifesto che offre una guida nella scelta di un nome ebraico, 2 dicembre 1926

L'ebraizzazione dei cognomi (anche ebraicizzazione; ebraico: עברות Ivrut) è l'atto di cambiare legalmente il proprio cognome per fare in modo che derivi dalla lingua ebraica. Questo fenomeno, che fu parte di ciò che spinse la rinascita della lingua ebraica in chiave sionista, venne ulteriormente consolidato e politicamente supportato dopo la fondazione di Israele nel 1948.
La spinta ad ebraizzare i cognomi si rafforzò notevolmente dopo la fondazione di Israele. Questo processo continua fino ad oggi: tra le migliaia sono ogni anno le persone che richiedono il cambio di nome legale in Israele.

## Storia

### Tra gli yishuv
L'usanza di ebraizzare i propri cognomi iniziò a svilupparsi tra i primi ebrei presenti in Palestina, gli yishuv, tra i quali rincorreva un forte sentimento di negazione della diaspora dai cognomi forzatamente assegnati in questo periodo. La volontà di cancellare l'eredità della diaspora contribuì a sviluppare la pratica di ebraizzazione dei cognomi tra gli ebrei in Palestina, una pratica poi consolidatasi tra gli ebrei immigrati della Prima Aliyah (1882-1903) e diffusasi durante la Seconda Aliyah (1904-1914).
Parte delle colonne portanti dell'ideologia sionista non era solo l'Aliyah (l'immigrazione di massa degli ebrei verso la Palestina), bensì anche l'immagine di un ebreo israeliano forte, diversa dalla percezione stereotipata degli ebrei oppressi di lingua yiddish.

### Il traino del movimento sionista
I principi del sionismo politico, fondato nel 1897 da Theodor Herzl, erano basati non solo su una grande spinta delll'immigrazione ebraica in Palestina, bensì anche sulla necessità di una rinascita culturale del popolo ebraico. Già quindici anni prima, il filologo Eliezer Ben-Yehuda iniziò quasi da solo a far rivivere e a modernizzare l'ebraico, una lingua usata quasi unicamente durante la preghiera, e facilitò la corrispondenza tra le varie comunità ebraiche che parlavano dialetti diversi. Grazie a questi sforzi, al momento del Mandato britannico della Palestina dopo la prima guerra mondiale, l'ebraico era diventato il mezzo di comunicazione quotidiano tra la comunità ebraica. Ben-Yehuda diede oltrettutto un esempio personale. Al suo arrivo a Gerusalemme dalla Bielorussia nel 1882, cambiò il suo cognome Perlmann con il patronimico ebraico Ben-Yehuda. Il cambio di nome di Ben-Yehuda costituì uno dei primi esempi ufficiali dell'ebraizzazione dei cognomi e concretizzò l'idea che i cognomi potessero essere un mezzo per foraggiare il processo di costruzione di un'identità nazionale.
Il fenomeno dell'ebraizzazione dei cognomi toccò presto anche la sfera politica. Nel 1910, il futuro primo ministro di Israele, David Grün, ebraicizzò il proprio cognome nel foneticamente simile David Ben Gurion, "figlio di Gurion", cioè "figlio della progenie di un leone". La scelta di questo cognome fu oltremodo motivata dal fatto che Ben-Gurion fosse un cognome storico, posseduto da diverse figure politiche di spicco della storia ebraica. Allo stesso modo Golda Lishinsky, una delle forze motrici del movimento sionista e moglie di quello che sarebbe diventato il secondo presidente Itzhak Ben-Zvi, aveva cambiato il suo nome e cognome in Racher Yannait, dal nome del re asmoneo Alessandro Yannai. Come la moglie, anche il marito aveva cambiato il suo cognome da Shimshelevitch, a Shimshi, a Ben-Zvi.
Per consolidare questa volontà politica di assimilazione culturale, la dirigenza sionista e il Consiglio Nazionale Ebraico proclamarono il 1944 "l'anno della naturalizzazione del nome ebraico". Per contribuire alla causa, un comitato speciale sotto l'Agenzia Ebraica sotto la guida di Mordechai Nimtsa-Bi (originariamente Netsabitski) propose a Ben Gurion un piano di lavoro dettagliato per forzare l'ebraicizzazione di nomi e cognomi ad ampie fasce della popolazione ebraica. Secondo lo stesso Ben-Zvi, la presenza di nomi e cognomi non ebraici, soprattutto quelli di origine tedesca e yiddish, non rappresentava altro che la prova che gli ebrei fossero stranieri alla terra che reclamavano, e dunque un ostacolo alla creazione di un'identità nazionale nel neostato israeliano. Anche se un cambiamento forzato non fu mai messo in atto, nello stesso anno venne pubblicato un fascicolo nella Gazzetta Palestinese, contenente le linee guida sulla creazione dei nuovi cognomi ebraici.

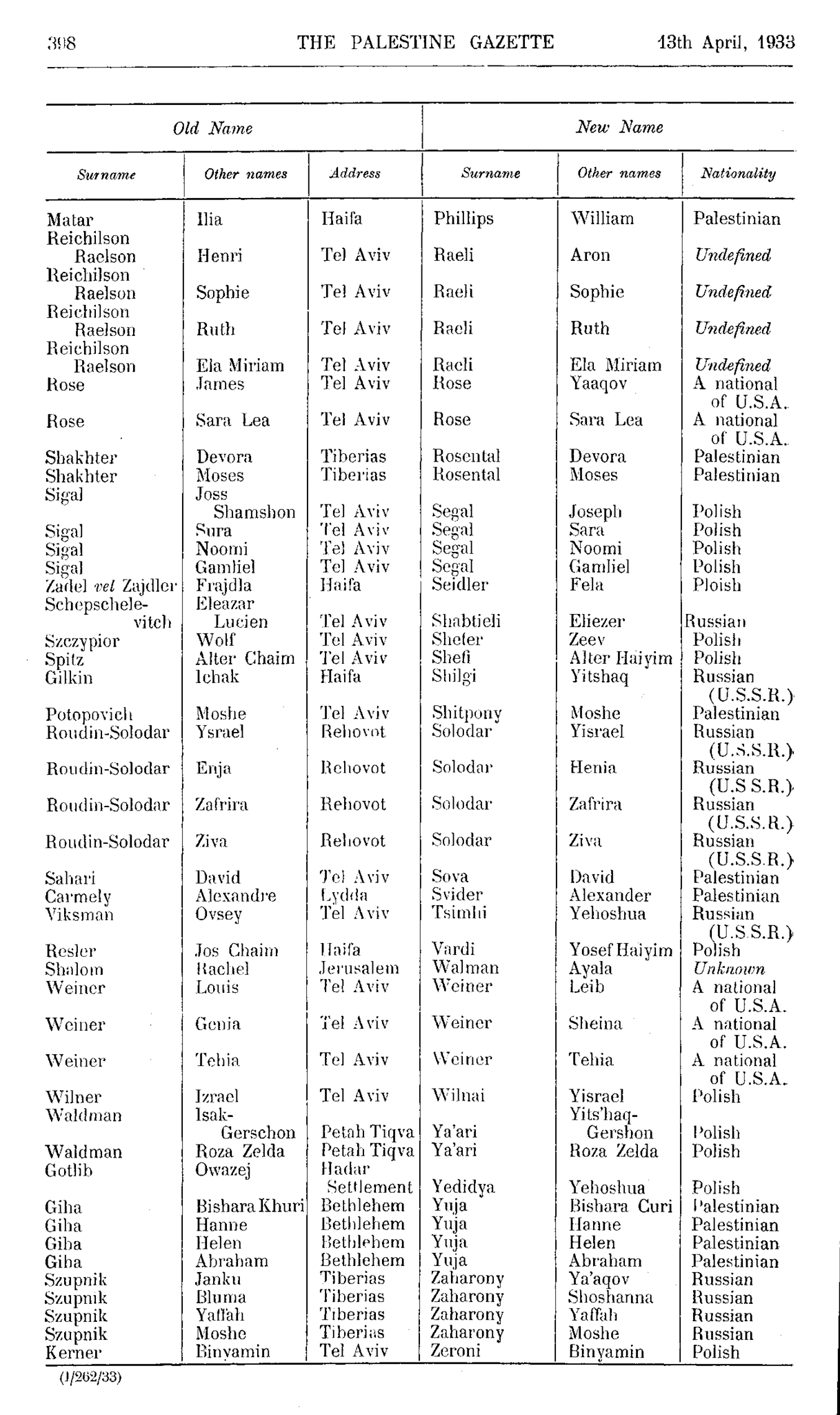
Alcuni tra i cambiamenti suggeriti e registrati nella Gazzetta Palestinese

Secondo queste linee guida, esisterebbero alcuni cambiamenti ricorrenti da attuare per l'ebraicizzazione dei cognomi. Uno di questi include la vocalizzazione, che cambierebbe cognomi come Leib in Lev, insieme a cambiamenti consonantici, come ad esempio nei cognomi Borg che diventerebbe Barak. L'abbreviazione del cognome originario attraverso l'omissione della desinenza fu un altro dei più frequenti cambiamenti suggeriti. In questo caso, si formerebbero cognomi come Rosen (derivato di Rosenberg), oppure Mair (derivato da Meyerson). Alcuni cognomi furono mantenuti nella loro forma fonetica essenziale, a volte omettendo il suffisso, in caso di una forte connotazione straniera. Questo fu il caso, ad esempio, di cognomi come Yakobovitch (incluse le varianti Jacobowitz o Jacobowicz), che diventerebbe Ya'akovi. Un'ulteriore alternativa era la semplice traduzione del cognome straniero in lingua ebraica, oppure un semplice accostamento fonetico, come nei casi di Abramovich (che diventa Ben Avraham), Shertok (cambiato in Sharett) o Lampel (in Lapid). Un'ulteriore abitudine fu quella di utilizzare nomi propri di persona, incluse figure religiose (Shaul o Davidi) ma anche piante, luoghi o animali (come Elat o Eshem).

### Dopo la dichiarazione di indipendenza israeliana
Dopo la dichiarazione d'indipendenza israeliana nel 1948, l'appello all'ebraicizzazione dei cognomi divenne ancora più risoluto. Nel 1956, il presidente Ben-Zvi iniziò una serie di tentativi per legiferare sull'ebraicizzazione dei nomi con la Legge dei Nomi, che stabiliva che tutti dovessero avere un nome, un secondo nome e un cognome ereditario. Alla Legge dei Nomi si volle allegare un emendamento sulla necessità e sull'obbligatorietà di avere nomi e i cognomi ebraici, emendamento che non passò alla Knesset.
La pressione amministrativa normativa e l'appello personale di Ben-Zvi e Ben-Gurion si rivelarono influenti. La spinta di Ben-Gurion sulla necessità dei cognomi ebraici assunse dimensioni politiche e sociali a metà degli anni Cinquanta, quando divenne primo ministro e ministro della difesa. A quel tempo, egli incoraggiò fortemente l'ebraicizzazione dei nomi di famiglia per coloro che rappresentavano il neostato all'estero e per gli ufficiali in servizio nelle forze armate. Fin dalla dichiarazione d'indipendenza, Ben-Gurion non fece mai segreto della volontà politica di sponsorizzare cognomi ebraici. Nel 1948, durante la dichiarazione d'indipendenza, Ben-Gurion fece firmare Herzl Rosenblum con il suo nome d'arte Herzl Vardi (poi cambiato in nome legale). L'intento esplicito di Ben-Gurion era quello che nel documento non ci fossero nomi che suonassero stranieri.
Allo stesso tempo, le agenzie governative che sostengono gli eventi sportivi e musicali internazionali ritenevano che gli israeliani che rappresentavano il neonato Paese dovessero avere cognomi ebraici riconoscibili. In un ordine ai soldati delle Forze di Difesa Israeliane invece scrisse come fosse auspicabile che ogni comandante cambi il proprio cognome, soprattutto se tedesco, inglese, slavo, francese o straniero in generale.
Per supervisionare l'attuazione dell'ordinanza venne istituito nel 1951 un Comitato Governativo sui Nomi, il cui compito era quello di assistere e consigliare la scelta di un nome ebraico. Le funzioni del Comitato non si fermarono solo ai nomi e ai cognomi personali, bensì si ampliarono alla scelta di nomi dei futuri insediamenti coloniali e al cambiamento degli attuali nomi geografici, fino a quel momento perlopiù arabi, in nomi ebraici. L'ebraizzazione dei nomi dunque non si fermò solamente ai nomi personali, ma si ampliò anche ai luoghi geografici.

## Sostenitori e oppositori
L'ebraizzazione dei cognomi fu fonte di dibattito non solo ai tempi degli yishuv, ma anche dopo la fondazione dello Stato di Israele.

### Sostenitori dell'ebraizzazione
Tra i sostenitori più significativi vi furono soprattutto gli esponenti più prominenti del movimento sionista. Tra i più vivaci, David Ben-Gurion (nato Grün), primo premier israeliano, il giornalista Eliezer Ben-Yehuda (nato Perlman) e il figlio Itamar Ben-Avi, così come Yitzhak Ben-Zvi (nato Shimshelevich), leader del movimento operaio e secondo presidente di Israele. Ben-Zvi riconobbe nel cambiamento di nome e cognome una rivalsa sul passato della diaspora e all'esilio. Il processo di ebraizzazione di nomi e cognomi però trovò terreno fertile nelle ideologie sioniste e nazionaliste. Con l'ascesa politica di Ben-Gurion, questo fenomeno diventò una strategia con cui spingere un'unità nazionale. Esisteva infatti anche la realtà pratica di dover trovare una comunanza tra i nuovi cittadini del neostato, provenienti da sostrati linguistici e geografici diversi.
Da un punto di vista religioso, l'ebraicizzazione dei cognomi rappresentava una forma di restaurazione spirituale. Tra i rabbini che sostenevano il movimento sionista, molti ritenevano che l'adozione di un nome ebraico rappresentasse un ritorno a un'identità ebraica più autentica. Tra di loro, il rabbino Moshe Zvi Neria cambiò il suo nome da Menkin, a simboleggiare la sua dedizione alla rinascita ebraica. L'atto di cambiare il proprio cognome non era solo simbolico, ma a volte veniva inquadrato come un comandamento religioso, una mitzva.

### Oppositori all'ebraizzazione
Tra i molti oppositori, Moses Calvary, scrittore e insegnante, contestò il cambiamento di nomi e cognomi in quanto principalmente  supportato da movimenti sionisti e dal governo. Secondo Calvary, il passato di esilio e diaspora farebbe comunque parte della storia del popolo ebraico che non dovrebbe essere cancellata. Inoltre, molti erano infatti emotivamente legati ai loro cognomi non ebraici, non solo per ragioni puramente personali, ma nel caso di famiglie con una lunga ascendenza ebrea (yichus). Questo fu il caso, ad esempio, dei vari cognomi collegati al kohen (sacerdozio) come Cohen, Kohn, Kaplan, Azoulai, ecc. Alcune persone erano ulteriormente legate al loro cognome della diaspora in caso il cognome identificasse uno specifico gruppo etnico. Questo fu il caso per molti con cognomi che indicavano la discendenza levitica, come Levi, Levy, Weil o Segal.
In ogni caso, tra i molti oppositori di questa pratica c'erano anche i molto che criticavano il suo fine meramente politico. Nonostante l'intenzione esplicita di voler dimenticare il passato della diaspora, spesso il nuovo cognome ebraico risultava essere la semplice traduzione o una versione foneticamente simile del cognome originale. La volontà politica di ebraicizzare i nomi fu infatti percepita come rifletteva un'esigenza artificiosa di pianificazione demografica e culturale del neostato, che non rappresentava la vera demografia e provenienza degli abitanti.
Nello specifico, la Legge dei Nomi, che imponeva nomi e cognomi da tramandare in maniera ereditaria, fu un aspetto particolarmente criticato. Al contrario di altre popolazioni di matrice araba, la comunità palestinese non aveva l'usanza dei cognomi ereditari e dovette fare i conti con un una legge che imponeva un sistema onomastico non proprio e imposto dall'alto. In un contesto di alta tensione per il controllo dei confini, le autorità militari israeliane hanno attributo da sempre grande importanza alla capacità di distinguere gli ebrei dagli arabi. In questo contesto, la Legge dei Nomi di inserisce come una pedina in un programma politico più grande, che riflette l'esigenza di una pianificazione demografica. Questo programma politico non è solo legato alla volontà israeliana di distacco dal patrimonio culturale palestinese, ma anche alla necessità di legittimazione agli occhi delle potenze straniere.

## Nel moderno Israele
Durante gli anni Novanta, si sono verificate varie ondate di immigrazione verso Israele, in particolare dall'ex Unione Sovietica, dall'Etiopia e dall'Europa occidentale. Per la maggior parte, la prima generazione ha mantenuto i nomi e cognomi originali, senza alcun tentativo ufficiale a rinunciare alla loro precedente identità. Dagli anni Novanta ad oggi, il Paese è diventato più cosmopolita e tollerante nei confronti dei nomi non ebraici. Tuttavia, molte restano le persone che ancora oggi concludono il processo per ebraizzare il proprio nome o cognome, soprattutto coloro che prestano servizio nell'esercito o nelle missioni diplomatiche di rappresentanza.

## Processi di ebraizzazione dei cognomi ebraici
L'ebraicizzazione dei nomi stranieri è un processo adottato da molte persone che si applica in molti modi diversi. Questo procedimento consiste nell'adattare o tradurre nomi di origine non ebraica in forme ebraiche, spesso basandosi su significati, suoni o radici bibliche. 
Uno dei tanti modi di ebraicizzare il proprio nome o cognome fu quello di tradurre direttamente dal nome corrispondente della diaspora.
| Cognome originale | Cognome ebraizzato     | Italiano              |
| ----------------- | ---------------------- | --------------------- |
| Goldberg          | Har-Zahav ( הר־זהב‎ )   | montagna d'oro        |
| Herbst            | Stavi ( סתווי‎ )        | autunno, caduta       |
| Suo(t)z           | Levavi ( לבבי‎ )        | cuore, cordiale       |
| Mostovski         | Gashri ( גשרי‎ )        | ponte(i)              |
| Rosenstein        | Even-Vered ( אבן־ורד‎ ) | pietra rosa           |
| Castello          | Har-Tira ( הר־טירה‎ )   | montagna del castello |
| Argento (uomo)    | Kaspi ( כספי‎ )         | argento, argentiere   |
| Steinberg         | Har-Even ( הר־אבן‎ )    | montagna di pietra    |

Altre versioni ebraizzate erano traduzioni dirette di patronimici o nomi basati su personaggi biblici.
| Cognome originale                      | Cognome ebraizzato                       |
| -------------------------------------- | ---------------------------------------- |
| Davidson                               | Ben-David ( בן־דוד‎ )                     |
| Mendelson (diminutivo yiddish: Mendel) | Ben-Menachem ( בן־מנחם‎ )                 |
| Meyerson                               | Ben-Meir ( בן־מאיר‎ ) (Yiddish: Meyer)    |
| Ruben                                  | Reuven ( ראובן‎ )                         |
| Simmons                                | Shimoni ( שמעוני‎ ) (variante di Simeone) |

Altri cognomi sono invece le dirette traduzioni di toponimi.
| Cognome originale | Cognome ebraizzato   | Italiano       |
| ----------------- | -------------------- | -------------- |
| Deutsch(er)       | Ashkenazi ( אשכנזי‎ ) | dalla Germania |
| Wilner            | Vilnai ( וילנאי‎ )    | da Wilno       |

Altri cognomi ebraizzati sono invece la versione positiva di un cognome originale che invece aveva un significato etimologico considerato degradante.
| Cognome originale    | Cognome ebraizzato | Italiano                             |
| -------------------- | ------------------ | ------------------------------------ |
| Ausuebel: "dal male" | Ben-Tov ( בן־טוב‎ ) | dal bene, nato dal bene, buon figlio |
| Luegner: "bugiardo"  | Amithai ( אמיתי‎ )  | onesto                               |

Altri conomi vengono ebraizzati per il loro suono simile a una parola o nome ebraico, anche se spesso la loro somiglianza fonetica è perlopiù inverosimile.
| Cognome originale               | Cognome ebraizzato       | Italiano                     |
| ------------------------------- | ------------------------ | ---------------------------- |
| Berkovitz: "figlio di Dov Ber " | Barak ( ברק‎ )            | fulmine                      |
| Boris                           | Barukh ( ברוך‎ )          | benedetto                    |
| Brotzlewsky                     | Bar-Lev ( בר־לב‎ )        | capace di Lev/cuore          |
| Epstein (toponimo )             | Eilat ( אילת‎ )           | (toponimo)                   |
| Gruen: "verde"                  | Ben-Gurion ( בן־גוריון‎ ) | figlio del cucciolo di leone |
| Kalb: "vitello"                 | Gilboa ( גלבוע‎ )         | (toponimo)                   |
| Neumann: "uomo nuovo"           | Ne'eman ( נאמן‎ )         | leale                        |
| Torczyner: "da Torczyn "        | Tur-Sinai ( טור־סיני‎ )   | colonne del Sinai            |

A volte gli omofoni invece rappresentano la soluzione per tradurre un nuovo nome o cognome basandosi solamente sul suono e scegliendone uno omofono.
| Cognome originale | Cognome ebraizzato secondo traduzione diretta      | Cognome ebraizzato secondo omofonia                      |
| ----------------- | -------------------------------------------------- | -------------------------------------------------------- |
| Feld              | Sadeh ( שדה‎ ): "campo"                             | Peled ( פלד‎ ): "acciaio"                                 |
| Rosen             | Vardi ( ורדי‎ ): "la mia rosa"                      | Rozen ( רוזן‎ ): "conte/conte"                            |
| Shkolnik          | Lamdan ( למדן‎ ): "studente/apprendista di yeshiva" | Eshkol ( אשכול‎ ): "grappolo d'uva"                       |
| Gruen             | Yarok ( ירוק‎ ): "verde"                            | Ben-Gurion ( בן־גוריון‎ ): "figlio del cucciolo di leone" |

In alcuni casi, un falso conio potrebbe soddisfare entrambe le opzioni contemporaneamente, cioè coppie di parole che sembrano cognate a causa di suoni o ortografia e significato simili, ma hanno etimologie diverse.
| Cognome originale         | Cognome ebraizzato       |
| ------------------------- | ------------------------ |
| Loewe: "leone"            | Lavi ( לביא‎ ): "leone"   |
| Lempel: "piccola lampada" | Lapid ( לפיד‎ ): "torcia" |

La scelta di nomi e cognomi completamente nuovi, senza riferimento alla genealogia passata, rappresenta un ulteriore compromesso, spesso di natura simbolica.